# Lash Mar Zomokh
Lash Mar Zomokh (persiska: لش مر زمخ) är en ort i Iran.   Den ligger i provinsen Gilan, i den nordvästra delen av landet, 270 km nordväst om huvudstaden Teheran. Antalet invånare är 259.
Terrängen runt Lash Mar Zomokh är mycket platt. Runt Lash Mar Zomokh är det tätbefolkat, med 493 invånare per kvadratkilometer. Närmaste större samhälle är Bandar-e Anzalī, 15,8 km nordost om Lash Mar Zomokh. I omgivningarna runt Lash Mar Zomokh växer i huvudsak blandskog.